# Station Banyuls-sur-Mer
Station Banyuls-sur-Mer is een spoorwegstation in de Franse gemeente Banyuls-sur-Mer.